# Списак улица Савског венца
Дат је списак улица општине Савски венац са њиховим садашњим називима, а њихови претходни називи су наведени у заградама.
Српски краљеви и краљице су добили своје улице на овој општини: краљ Милутин Немањић (Краља Милутина), краљ Вукашин Мрњавчевић (Краља Вукашина), кнез Милош Обреновић (Кнеза Милоша), краљ Милан Обреновић (Краља Милана), Краљица Наталија Обреновић, кнез Александар Карађорђевић (Булевар кнеза Александра Карађорђевића), краљ Александар Обреновић (Булевар краља Александра) и Краљица Ана.
|  |  |  |  |  |  |  |  |  |  |  |  |  |  |  |  |  |  |  |  |  |  |  |  |  |  |  |  |  |  |

## А
- Адмирала Гепрата
- Александра Глишића
- Александра Стамболиског
- Алексе Бачванског
- Андре Николића
- Атинска
- Аугуста Цесарца

## Б
- Балканска
- Бањички венац
- Бањичких жртава
- Бара Венеција
- Белгијска (Белгијска, Јанка Премрла-Војка, од 2004. Белгијска)
- Белоцркванска
- Биничког
- Бирчанинова
- Ботићева
- Бошка Петровића (Љубушка)
- Бранкова
- Браће Крсмановића
- Брзакова
- Булевар Војводе Мишића
- Булевар Војводе Путника
- Булевар кнеза Александра Карађорђевића (Булевар Октобарске револуције)
- Булевар кнеза Александра Карађорђевића (Булевар кнеза Александра Карађорђевића, Булевар мира, од 2004. Булевар кнеза Александра Карађорђевића)
- Булевар ослобођења (Булевар Југословенске народне армије, од 2004. Булевар ослобођења)
- Булевар Франше Д Епереа

## В
- Вајара Ђоке Јовановића
- Валтазара Богишића
- Васе Пелагића
- Васка Попе (новоизграђена, од 2005. Васка Попе)
- Велике степенице
- Велисава Вуловића
- Вељка Лукића-Курјака
- Ветерничка
- Виктора Ига
- Виле Равијојле (Виле Равијојле, Милана Илића-Чиче, од 2004. Виле Равијојле)
- Вишеградска
- Владете Ковачевића
- Владимира Гаћиновића
- Војводе Дојчина
- Војводе Миленка
- Војислава Вучковића
- Врњачка
- Вуковарска
- Вучитрнска

## Г
- Гаврила Принципа
- Гардијска
- Генерала Васића
- Генерала Живка Павловића
- Генерала Никодија Стефановића
- Генерала Саве Грујића
- Генерала Черњајева
- Голешка
- Горњачка
- Гучевска

## Д
- Дедињска
- Делиградска
- Диане Будисављевић (Баје Пивљанина 3. део, од 2011. Диане Будисављевић)
- Динарска
- Дипломатска колонија
- Дисова
- Добрињска
- Добропољска
- Добропољски пролаз
- Доментијанова
- Др Александра Костића (Теслина)
- Др Иве Поповића-Ђанија (Драгорска, од 2004. Др Иве Поповића-Ђанија)
- Др Јована Данића
- Др Косте Тодоровића
- Др Милутина Ивковића
- Др Суботића-старијег
- Драгана Манцеа
- Дрварска
- Дринићка
- Дринска
- Дурмиторска
- Душана Раденковића

## Ђ
- Ђорђа Радојловића (Ђорђа Радојловића, Жарка Мариновића, од 2004. Ђорђа Радојловића)

## Ж
- Жанке Стокић (Лазе Симића)
- Железничка
- Железничка станица Београд – круг
- Железничка станица Топчидер
- Жупана Часлава
- Жупана Властимира

## З
- Зајечарска
- Звечанска
- Зворничка
- Зелени венац
- Златарићева
- Змај-Огњена Вука

## И
- Иве Војновића
- Иличићева
- Истарска

## Ј
- Јеврема Грујића
- Јездићева
- Јоакима Вујића
- Јована Жујовића
- Јована Мариновића
- Јована Ристића
- Јосифа Маринковића
- Јоце Јовановића
- Југ-Богданова

## К
- Кабларска
- Кавадарска
- Каменичка
- Карађорђева
- Катићева
- Качаничка
- Каћанског
- Кварнерска
- Кнеза Милоша
- Конављанска
- Косте Војиновића
- Косте Главинића
- Косте Рацина
- Козара
- Козјачка
- Коче Поповића (Загребачка)
- Крајишка
- Краља Вукашина
- Краља Милана (Краља Милана, Маршала Тита, Српских владара, Краља Милана)
- Краља Милутина (Цара Хајла Селасија)
- Краљевића Марка
- Краљице Ане
- Краљице Наталије (Краљице Наталије, Народног фронта, од 2004. Краљице Наталије)
- Кронштатска
- Крупањска
- Куршумлијска

## Л
- Лабска
- Лазара Сочице
- Лазаревачка
- Лазе Лазаревића
- Лацковићева
- Леди Пеџет
- Личка
- Ломина
- Лопудска

## Љ
- Љубе Јовановића (Љубе Јовановића, Василија Гаћеше, од 2004. Љубе Јовановића)
- Љутице Богдана

## М
- Маглајска
- Мајора Јагодића
- Мале степенице
- Малешка
- Малог Радојице
- Манасијева
- Масарикова
- Мачков камен
- Мике Илића
- Мила Милуновића
- Милана Благојевића-Шпанца
- Миленка Веснића (Миленка Веснића, Радомира Вујовића, од 2004. Миленка Веснића)
- Милоја ђака
- Милована Глишића
- Милована Миловановића
- Милоша Поцерца
- Милоша Савчића (Бранка Ђоновића, од 2004. Милоша Савчића)
- Михаила Аврамовића
- Михаила Богићевића
- Младена Стојановића
- Мокрањчева
- Мостарска

## Н
- Наке Спасић
- Намесника Протића
- Незнаног јунака
- Немањина
- Нићифора Дучића
- Нови лисичији поток

## О
- Облаковска
- Овчарска
- Омладинска

## П
- Паје Адамова
- Палацкова
- Парк Луке Ћеловића (Парк код Економског факултета, од 2004. Парк Луке Ћеловића)
- Парк Розали Мортон (Парк испред КБЦ „Др Драгиша Мишовић“ од 2006. Парк Розали Мортон)
- Пастерова
- Персиде Миленковић
- Петра Мркоњића
- Петра Чајковског
- Пивљанина Баја (Баја Пивљанина)
- Пивљанина Баја 2. део
- Пивљанина Баја 3. део
- Плзењска
- Поп-Лукина
- Праховска
- Прилепска
- Прокоп
- Прокоп 1. сокаче
- Прокоп 2. сокаче
- Прокоп 3. сокаче
- Прокупачка
- Пуковника Бацића
- Пушкинова

## Р
- Раданска
- Радничка
- Рашка
- Ресавска (Генерала Жданова, а звала се и Франкопанска)[1]
- Рисанска
- Родољуба Чолаковића (Драјзеров пролаз)
- Рожајска
- Ружићева
- Руска

## С
- Савска (Савска, Слободана Пенезића-Крцуна, од 2004. Савска)
- Савски Трг (Трг Братства и јединства)
- Савско пристаниште
- Сање Живановића
- Сарајевска
- Светог Наума
- Светозара Марковића
- Светозара Радића
- Сењачка
- Сердар Јола
- Симе Лозанића (Мирка Томића, од 2004. Симе Лозанића)
- Симе Лукина Лазића
- Симићева
- Ситничка
- Славка Ћурувије (Пивљанина Баја 2.део, од 2010. Славка Ћурувије)
- Словенска
- Сметанина
- Сокобањска
- Стјепана Филиповића
- Стојана Ћелића (2. Нова – део улице, од 2005. Стојана Ћелића)
- Столачка
- Сувоборска
- Сурдуличка

## Т
- Темишварска
- Теодора Драјзера
- Тиршова
- Толстојева
- Топчидерска
- Топчидерски венац
- Травничка

## У
- Уроша Предића
- Ужичка

## Ф
- Фабрисова
- Флоре Сендс

## Х
- Хајдук-Вељков венац
- Хаџи-Николе Живковића (Светониколски трг)
- Хероја Милана Тепића (Стјепана Радића)
- Херцеговачка
- Хумска

## Ц
- Црногорска
- Црнотравска

## Ч
- Чакорска
- Чолак-антина

## Ш
- Шекспирова
- Шлеп Стенка
- Шолина
- Штипска